# Ptilinopus pelewensis
Ptilinopus pelewensis е вид птица от семейство Гълъбови (Columbidae).

## Разпространение
Видът е разпространен в Палау.